# Sergey Aleynikov
Sergey Yevgenyevich Aleynikov ou Syarhey Yawhenyevich Aleynikaw - respectivamente, em russo, Сергей Евгеньевич Алейников e, em bielorrusso, Сяргей Яўгеньевіч Алейнікаў (Minsk, 7 de novembro de 1961) - é um ex-futebolista e atualmente técnico de futebol bielorrusso.

## Na URSS
Começou em 1981, no Dínamo Minsk, participando da conquista do único campeonato soviético do clube, conquistado no ano seguinte - o único título de um clube bielorrusso na competição. O estrelato lhe possibilitou participar da Copa de 1986 e da Eurocopa de 1988 pela Seleção Soviética. A vitrine com o vice-campeonato da Euro de 88 lhe valeu uma transferência para a Juventus em 1989, para onde foi fazer companhia a seu colega de seleção Oleksandr Zavarov.

## No exterior
Teve uma passagem breve na Juve, porém vitoriosa na Vecchia Signora, conquistou em 1990 uma Copa da UEFA e uma Copa da Itália e como jogador da Juventus foi à Copa do Mundo de 1990, a última disputada pela URSS. Ainda em 1990, foi para o Lecce e foi chamado para o amistoso entre Brasil e "Resto do Mundo", comemorativo dos 50 anos de Pelé. Ficou no Lecce até 1992, quando foi jogar no Japão, pelo Gamba Osaka, onde ficou até 1995. Após sua saída, rumou por clubes pequenos da Itália e até da Suécia até encerrar a carreira, em 1998.

## Pós-URSS
Com o fim da União Soviética, no final de 1991, passou a jogar por seu país, recém-independente. Pela Seleção Bielorrussa, jogou quatro vezes entre 1992 e 1994. Integrou a Seleção da CEI, criada para as disputas da Eurocopa de 1992.
Virou técnico em 1998, comandando 4 times de pouca expressão da Itália (Anagni, Pontedera, Copertino - nas categorias de base - e Kras, equipe de colônia eslovena, para onde levou seu filho Artur, atualmente jogador do Novara) e 2 da Rússia (Torpedo-Metallurg e Vidnoye), alem de treinar as categorias de base da Juventus por 2 temporadas. Seu último trabalho foi no clube lituano Dainava Alytus.
Em novembro de 2003, foi eleito nos Prêmios do Jubileu da UEFA como o maior jogador bielorrusso dos 50 anos da entidade.